# Eurodistrikt PAMINA
Der Eurodistrikt PAMINA ist ein Europäischer Verbund für Territoriale Zusammenarbeit (EVTZ), welcher die drei Teilräume Südpfalz, Baden und Elsass umfasst. Der Name PAMINA ist ein Akronym, das sich aus Palatinat (Pfalz),  Mittlerer Oberrhein und Nord Alsace (Nordelsass) zusammensetzt. Der Verband ist eine deutsch-französische Europaregion. Seine Geschäftsstelle befindet sich in Lauterbourg.

## Mitglieder
- für die Südpfalz
  - Verband Region Rhein-Neckar (als Nachfolger der Planungsgemeinschaft Rheinpfalz)
  - Landkreis Südliche Weinstraße
  - Landkreis Germersheim
  - Landkreis Südwestpfalz
  - Stadt Landau in der Pfalz
  - Stadt Germersheim
- für den Mittleren Oberrhein
  - Verband Region Karlsruhe
  - Landkreis Karlsruhe
  - Landkreis Rastatt
  - Stadt Karlsruhe
  - Stadt Baden-Baden
  - Stadt Rastatt
- für das Nordelsass
  - Département Bas-Rhin
  - Région Grand Est (als Nachfolger der Région Alsace)
  - Ville de Haguenau
  - Communauté de Communes du Pays de Wissembourg
  - Communauté de Communes de l'Outre Forêt
  - Communauté de Communes du Pays Rhénan
  - Communauté de Communes de Sauer-Pechelbronn

(Quelle:)

## Geographie
Der PAMINA-Raum erstreckt sich über eine Fläche von rund 6000 km² und beherbergt eine Bevölkerung von 1,6 Millionen Menschen, davon sind rund 16 000 sogenannte Grenzgänger, d. h., sie überqueren die Grenze täglich auf dem Weg zur Arbeit. Das Gebiet des Eurodistrikt PAMINA ist durch seine Lage am nördlichen Oberrhein und durch seine Begrenzung durch drei Mittelgebirge gekennzeichnet:
- Schwarzwald (Osten, rechtsrheinisch)
- Nordvogesen (Westen, linksrheinisch)
- Pfälzerwald (Westen, linksrheinisch)

Die Bevölkerungsdichte der einzelnen Teilräume ist sehr unterschiedlich:
- Verband Region Karlsruhe (Baden): 450 Einwohner/km²
- Südpfalz: 195 Einwohner/km²
- Nordelsass: 124 Einwohner/km²[2]

Noch weiträumiger ist die Trinationale Metropolregion Oberrhein.

## Aufgaben
Die in den 1990er Jahren entstandene Kooperation bezog sich anfangs vor allem auf den touristischen und raumplanerischen Bereich. Es sollten Synergieeffekte genutzt werden. 2003 wurde auf Basis des Karlsruher Übereinkommens ein grenzüberschreitender örtlicher Zweckverband gegründet.
Aufgaben sind heute eine gemeinsame Raumentwicklung nach den Leitzielen des Eurodistrikt, die Informationsvermittlung und Beratung bezüglich grenzüberschreitender Fragen im Rahmen der INFOBEST-Aufgabe, die Vorbereitung und Betreuung grenzüberschreitender Projekte in verschiedenen Bereichen sowie die Verwaltung europäischer Fördermittel im Rahmen des PAMINA21-Kleinprojektefonds (INTERREG IV A Oberrhein).